# 장혜원 (방송인)
장혜원(1976년 ~ )은 대한민국의 방송인이다.

## 학력
- 이화여자대학교 철학과 학사

## 경력
- 2000년 : KBS 28기 공채 아나운서

## 방송진행
- 쇼 파워 비디오 출연
- 열린음악회 임시진행